# 루마니아 혁명
루마니아 혁명(루마니아어: Revoluţia română)은 1989년 12월 16일부터 1989년 12월 27일까지 루마니아 사회주의 공화국에서 1989년 혁명의 일부로서 일어난 폭동, 대규모 소요이다. 이 혁명은 비폭력의 원칙을 준수하지 않았기 때문에 시민 불복종으로 간주되지 않는다. 혁명 기간 동안 부쿠레슈티에서는 크고 작은 시가전이 발생했으며, 군사법원이 주장한 혐의에서 유죄를 선고받은 니콜라에 차우셰스쿠, 엘레나 차우셰스쿠가 처형되면서 공식적으로 종식되었다.

## 전조
루마니아는 다른 동구권과는 차이를 두면서 소련과도 일정한 거리를 두는 독자적 외교를 펼치고 있었다. 이러한 독자적 외교는 루마니아가 산유국이었으며 소련에 의존하지 않아도 독자적으로 외화 획득이나 에너지 자원의 확보의 가능에 토대를 둔 것이었다. 이러한 상황은 루마니아를 니콜라에 차우셰스쿠(루마니아어: Nicolae Ceauşescu)에 의한 독재 국가의 유지를 용이하게 한 원동력도 되었다.
그렇지만, 1980년대에 들어가면서 루마니아 공산당에 의한 일당 독재 정권은 국내에 대한 경제정책 조정에 완전히 실패해 루마니아 경제의 피폐화가 시작된다. 이러한 경제의 피폐화는 국민 생활에도 영향을 미쳐 차우셰스쿠의 독재 정권에 대한 반발도 나날이 심해져갔다. 이러한 상황속에서 베를린 장벽이 붕괴한 것을 필두로 중앙유럽 각국의 공산당 정권이 붕괴했다는 뉴스가 루마니아에도 들어오면서 점차 혁명의 기운이 무르익게 된다.

## 상황

### 발단
1989년 12월 16일, 루마니아 서부의 도시 티미쇼아라(루마니아어: Timişoara)에서 민중 시위가 발생한다. 이 때, 보안군(세쿠리라트)이 시위대에 대해 발포하여 수많은 사상자가 나왔다. 근처 병원의 시체안치소로부터 도둑맞은 시체가 현장에서 매매되고 있다는 소식이 시위대에게 퍼지자 격렬하게 데모가 전개된다.
- 이 시위는 인권 활동가이자, 개혁교회(Reformed Church) 즉, 장로교회 목사인 퇴케시 라슬로 (Tőkés László) 목사 (라즐로 토케스라는 표기도 있음)의 국외 추방 처분에 대항하는 마자르인에 의한 항의 시위였다.
- 티미쇼아라를 포함한 루마니아 서부 지방은 헝가리 국경 근처에 위치하고 있는데, 1919년 오스트리아-헝가리 제국이 붕괴할 때까지 서부 지방은 헝가리 왕국의 영토였다. 이러한 이유 때문에 루마니아에 거주하고 있던 헝가리계 주민에 대한 정부의 대응은 좋은 편이 아니었다. 《루마니아와 차우셰스쿠》(어문각)에 의하면 티미쇼아라의 주민들은 루마니아 정부의 감시대상이었다. 따라서 티미쇼아라 시위는 추방 처분 항의와 함께 대우 개선을 요구한 시위였다고 이해할 수 있다.

### 발발
12월 21일, 루마니아의 수도 부쿠레슈티(Bucharest)의 관제 동원 집회에서 폭발 사건이 발생한다.
- 루마니아 공산당 본부 청사 앞의 광장(과거에는 왕궁 광장)에서 약 10만명이 동원된 관제 동원 집회가 진행되고 있었다. 차우셰스쿠의 연설이 시작된 지 몇 분 되지 않아서 티미쇼아라 사건에 항의하는 참가자가 두 개의 수류탄을 폭발시켰다.(그 참가자는 경찰에 의해 사살되었다. 또는 10대의 청소년 두 명이 폭죽을 터뜨렸다는 설도 있지만 자세한 내용은 확실하지 않다.) 광장은 패닉 상태에 빠졌고, 집회는 강제 해산당했다. 관제동원집회는 국영 루마니아 방송으로 생중계되고 있었으므로, 차우셰스쿠가 연설이 시작된 직후 군중이 패닉 상태가 된 것을 보고 당황하면서 뒷걸음질치는 모습은 루마니아 전역에 방영되었다. 이 방송은 도중에 중지되었지만 잠시 후 재개되었다.
- 이 집회 참가자들 중 대학생 및 시민의 일부가 합류해 차우셰스쿠 독재에 항의하는 민중집회로 발전한다. 그러나 이 정치 집회에 대해서도 보안군(세쿠리타테)가 유혈 진압하여 절대다수의 사상자를 발생시킨다. 군인도 진압에 동원되었지만 시민들의 차우셰스쿠 독재정권에 대한 오래된 분노는 정점에 달하게 된다.

12월 22일
오전 9시 30분, 국방장관 바실리 밀레아가 시체로 발견되었다. 차우세스쿠는 밀레아가 반역자였으며 자살했다고 발표했다. 그러나 당시에는 그가 자살한 것이 아니라 발포 명령을 거부하여 총살당했다는 얘기가 퍼졌다. 2005년 조사에서 바실리 밀레아는 모반 행위가 발각되자 자살을 시도한 것으로 결론냈다. 장관은 스스로 심장을 향해 총을 쐈지만, 총알이 빗나가 심장이 아니라 주변에 있던 동맥을 절단했고, 그 후 곧 사망했다는 것이다. 이 상황은 군인과 경찰이 대통령에게 반기를 들게되는 계기가 된다. 이날 밤, 군인과 경찰은 광장에 모여있는 대중의 편으로 돌아서면서 정부 기관(루마니아 공산당 본부 등)을 점거하였다. 이후 바실리 밀레아의 후임 국방장관을 물색하던 도중 엘레나 차우셰스쿠의 적극적인 추천으로 빅토르 스탄쿨레스쿠 장군이 물망에 올랐다. 그러나 빅토르 스탄쿨레스쿠는 차우셰스쿠와 연루되기 싫어서 멀쩡한 왼쪽 다리에 가짜 깁스까지 하면서 국방장관이 되기를 거부하였으나 결국 국방장관에 임명된다.

### 붕괴
12월 22일, 혁명군의 공세는 대통령궁까지 미쳤다. 차우셰스쿠는 수도에서 헬리콥터를 타고 탈출한다. 원래 계획은 여러 대의 헬리콥터를 사용하는 것이었으나, 오는 도중 다른 헬리콥터들은 돌아가고 한 대만 왔다. 혁명군은 공산당의 반(反) 차우셰스쿠파와 함께 잠정 정권인 '구국 전선 평의회'를 조직하면서 텔레비전과 라디오를 장악한다. 이에 따라 '국영 루마니아 방송'은 루마니아 민중들의 자유에 대한 열망이 담긴 '자유 루마니아 방송'으로 개칭된다.
- 차우셰스쿠는 국가 계엄령 선언을 통해 대응하려고 시도하였다. 하지만 군인과 경찰이 혁명군에 동참하자 좌절하며, 아내 엘레나 차우셰스쿠와 함께 헬리콥터를 타고 조선민주주의인민공화국으로 도망가려고 하였다. 물론 도망치는 장면은 자유 루마니아 방송 및 세계 각국의 매스 미디어를 타고 보도되었다. 그 후 콘스탄틴 더스컬레스쿠(Constantin Dăscălescu)총리는 사임했으며 내각도 총사직한다. 차우셰스쿠 정권 비판 혐의로 투옥되고 있던 양심수들도 석방되었다. 그 후, 밤만 되면 부쿠레슈티 시내 각지에서 혁명군과 보안군과의 격렬한 총격전이 발생, 다수의 사상자가 나오게 된다. 이 과정에서 빅토르 스탄쿨레스쿠 국방장관은 군대에 더 이상 차우셰스쿠를 도와주지 말고 조용히 원대복귀하라는 명령을 내린다. 그런데 이 명령을 빅토르 스탄쿨레스쿠의 부하 장병들은 시위대에 가담해도 좋다는 뜻으로 받아들였으며 이 때문에 시위대에 군인들과 경찰들이 대거 가담하여 시위대의 숫자는 기하급수적으로 증가했다. 특히 대령이상의 고급군인들까지 시위대에 가담하는 초유의 상황까지 직면했다.
- 이 때의 차우셰스쿠 부부는 바실리 마루탄 중령이 조종하는 헬기에 탑승하여 조선민주주의인민공화국 방향으로 도주하고 있었으나 차우셰스쿠와 연관되기 싫었던 바실리 마루탄 중령은 헬리콥터를 좌우로 마구 흔들면서 대공사격을 받고 있다고 차우셰스쿠에게 핑계를 댔다. 결국 차우셰스쿠는 항공로를 포기한 채 육로로 도주를 감행했으며 바실리 마루탄 중령은 차우셰스쿠를 육로에 내리자마자 기다렸다는 듯이 원대복귀했다.
- 헬리콥터로 도망할 수 없게 되자, 차우셰스쿠는 도로를 달리는 민간 차량을 잡아 타고 도주를 시도했는데 처음으로 차우셰스쿠를 태워준 운전기사는 수십 m를 달리다가 엔진이 과열로 타버렸다고 핑계를 대서 차우셰스쿠를 태워주는 것을 거부하였고, 두 번째로 차우셰스쿠를 태워준 운전기사는 차우셰스쿠를 농업박물관으로 보냈다. 이 운전기사는 현지의 농부와 짜고 차우셰스쿠 일행들을 모두 농업박물관에 감금시켜 놓았다가 군경에 밀고하였다.

12월 23일, 시가전은 더욱 격렬해진다. 보안군은 비밀 지하 통로 등을 이용해, 루마니아 정규군 및 경찰에게 발포하였다. 구국 전선 평의회는 발포해 오는 보안군을 향해 '테러리스트'라고 부르며 시민들에게 협력을 요청하면서, 보안군 소탕에 나선다. 결국 시민들도 자기 방어를 위해 총을 들고 보안군들의 폭력에 맞서 싸웠다. 혼란 때문에 정보 전선이 폭주하는 도중에 헝가리로부터 군과 경찰의 파병 요청 동의를 연락받지만 이것을 거부한다. 또 소련이 사태의 안정화를 위해 개입하려고 하지만 이것도 거부한다. 그 동안에 오후 6시, 구국 전선 평의회가 차우셰스쿠 부부를 농업박물관에 감금시킨 농부의 밀고로 체포하였다. 이는 자유 루마니아 방송으로 루마니아 전국에 보도되었다.
- 과거의 소련이라면 이러한 반(反) 정부 혁명에 대응하는 소련군의 개입은 '문답 무용' 식으로 이루어졌으며 상대국 수락의 유무는 소련이 나중에 사후 동의를 받는 것이 통례였다(프라하의 봄이 대표적인 예이다.). 그러나 당시 소련의 최고 지도자였던 고르바초프는 스스로 신베오그라드 선언에 의한 대외 공약을 지키면서 위성국에서 발발한 동구권 공산당 정권에 유지 반대 시위에 대해서 개입하는 일이 없었다.

크리스마스 날, 차우셰스쿠 부부는 혁명 군사 재판에서 대량 도살 및 뇌물 수수의 죄목으로 사형 판결을 받아 총살형이 집행된다.
- 이는 차우셰스쿠 부부가 구속되고 있던 군사기지에 보안군에 의한 차우셰스쿠 탈환 작전이 감행되면서 격렬한 총격전이 전개되었기 때문이다. 또한, 미군 제6함대가 독재자인 차우셰스쿠 부부를 구하기 위해 군대를 보낸 것으로 알려졌다.[2] 당초에는 군사 재판이 아닌 형사 재판을 실시할 예정이었지만 보안군의 격렬한 반격으로 차우셰스쿠 부부에 대한 취급을 시급하게 결론 내리지 않으면 안되는 상황이 전개되고 있었다.
- 차우셰스쿠 생존설이 유포되는 일을 두려워한 구국 전선 평의회는 차우셰스쿠 부부의 사체를 전 세계에서 조금이라도 유명한 모든 나라 미디어에 공개했다.
- 당시 총살형을 집행한 정규군 군인들은 차우셰스쿠의 독재에 대한 불만이 폭발하여 서로 자기가 총살형을 집행하겠다고 나섰다.[2]
- 그래서 구국 전선 평의회는 차우셰스쿠를 총살할 집행관을 3명을 선발했는데, 대위 1명, 상사 1명, 하사 1명이 선발되었다. 원래 총살형을 집행하기 위해서 집행관의 정신적 고통을 줄이기 위해, 실탄을 공포탄과 섞어서 발사하도록 되어 있었다. 그러나 이날 차우셰스쿠의 총살을 담당한 군인들은 각자에게 준비되는 30발(총 90발)을 모두 실탄으로 준비해서 총살을 집행했다.
- 더 타임스는 차우셰스쿠 부부 처형에 가담한 도린마리안 키를란(Cirlan·47)변호사와 인터뷰하였다. 키를란 변호사는 재판이 사법제도를 무시한 급조된 것이었다고 증언하였다. 변호사들은 마치 검사처럼 행동하고, 10일간의 항소 기간이 주어졌지만 간단히 무시되었다. 재판을 목격한 키를란 변호사는 "그건 재판이 아니었어요. 정치 살인이었죠." 라고 회상하였다. 루마니아 민중들도 독재자 차우셰스쿠는 용서하진 않지만, 2시간 만에 끝난 그의 약식 재판은 졸속적이고 불법이었다고 여긴다.[2]
- 키를란 변호사는 "기독교(정교회)신자로서 살인을 했다는 사실이 양심의 가책을 느끼게 한다."고 회상함으로써 사형을 집행한 군인들에게 차우셰스쿠 처형이 상당한 정신적 부담을 주었음을 암시하였다.

12월 26일, 구국 전선 평의회는 새로운 지도 체제를 발표한다. 잠정 정권이 수립된다. 같은 날, 차우셰스쿠 부부의 처형이 발표된다. 이것으로 인해 보안군들의 반격도 서서히 줄어간다.

## 이후

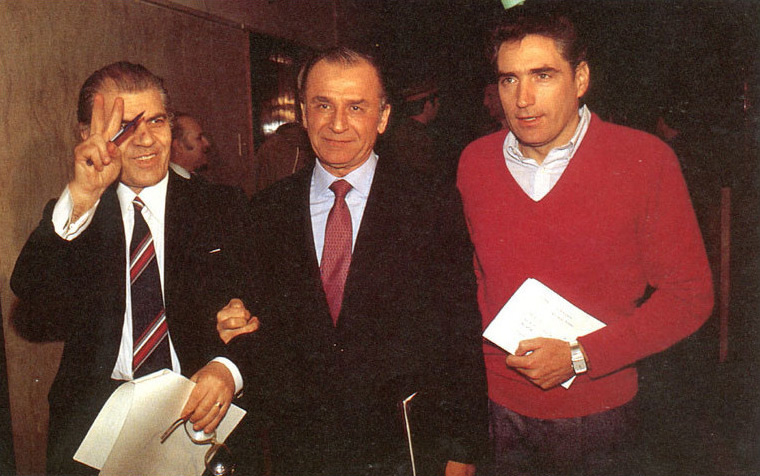
1989년 루마니아 혁명의 주역들 (왼쪽부터 차례대로 두미트루 마질루, 이온 일리에스쿠, 페트레 로만)

1990년 2월 17일, 자유 루마니아 방송이 루마니아 텔레비전으로 변경되었다.
차우셰스쿠의 처형과 루마니아 공산당 정권의 붕괴에 의해 뒤따라 세워진 혁명 정권 '구국 전선 평의회'는 과도 정부를 세운후 1990년 5월, 루마니아에서 처음이 실시 다수 정당제에 의한 자유 선거를 기반으로 한 선거에서 승리한다. 국민에 의한 투표로서는 처음인 대통령 선거에서 이온 일리에스쿠가 대통령의 자리에 오른다.
다른 중앙유럽 국가들에서는 자유 선거 아래에서 많든 적든 구(舊) 공산당원들이 의석을 획득했다. 그러나 루마니아에서는 혁명 이후에 공산당이 불법화되었기 때문에 루마니아 공산당 관계자들은 구국 전선에 참가하면서 겨우 정치 생명을 유지했고 나중에는 공산당 불법화 조치가 철회되었다. 현재는 지하에 잠복 중이지만 루마니아 사회주의 노동자당을 자칭하는 세력들이 차우셰스쿠 체제의 부활을 목표로 하고 있다.
1999년 12월, 혁명 10주년을 기념해 행해진 여론 조사에 의하면 60%가 넘는 루마니아 국민들이 "차우셰스쿠 정권하의 생활이 현재의 생활보다 편했다."라고 답했다. 이는 시장 경제의 정체와 실업자의 증가에 의해 생활이 악화된 것으로 분석된다. 이렇게 국민들의 불만이 높아져가면서 각지의 공장이나 광산에서 시위가 빈발하게 된다. 그 참가자들 중에서는 차우셰스쿠의 사진과 함께 "차우셰스쿠, 우리는 당신이 그립다."라고 플래카드를 거는 사람도 적지 않다고 한다. 총살 당할만큼 미움을 받던 독재자가 적어도 최저한도의 생활은 보장하고 있었던 것이 사후 재평가의 기반이 되는 짓궂은 상황이 발생하고 있다. 그러나 한편, "우리는 우선 자유를 손에 넣었다. 다음은 행복을 손에 넣는 차례다."라는 슬로건도 보인다.